# ほほえみの宿 滝の湯
ほほえみの宿 滝の湯（ほほえみのやど たきのゆ）は、山形県天童市の天童温泉にあるホテル。

## 概要
1911年（明治44年）創業の老舗ホテル。天童温泉の開湯と同じ年に創業しており、同温泉の中でも名門として知られる。同じ天童温泉にある旅館「ほほえみの空湯舟つるや」とは兄弟関係にある。
元々将棋の駒の生産地として有名な天童市に所在する関係から、本ホテルでも過去に多くの将棋のタイトル戦が開かれており、特に将棋の対局専用の部屋として「竜王の間」が設けられている。1994年に作られたこの部屋は、部屋の名前自体が竜王戦にちなんで名付けられているほか、対局のテレビ中継を考慮して「中央の畳が通常の1.5枚分の大きさ」「将棋の盤面を撮影するカメラを天井に直接取り付けられる」「壁の中にカメラケーブルを通せるようになっている」などのカスタマイズが加えられている。そのため例年竜王戦の舞台となっており、特に2008年は羽生善治と渡辺明が初代永世竜王を賭けて争った七番勝負の最終局がこの部屋で行われた。なお対局の予定がない日については一般客の宿泊も可能である。
2011年には創業100周年記念でテレビCMを制作し、山形県出身の佐藤唯を起用した。また2012年には、将棋界への長年の貢献を称えて第19回大山康晴賞を受賞している。2024年には第37回アマチュア竜王戦本大会が当地で開催され、審判長の藤井聡太竜王も訪れた。2024年からは小学生将棋名人戦全国大会の会場としても利用。
近年はエコロジー経営に力を入れており、ホテルから出た生ゴミ等を堆肥として自社農場で利用するなどの「循環型農法」を行っている。2015年には地球温暖化防止活動を競う「低炭素杯2015」の企業活動部門で環境大臣賞金賞を受賞した。